# Pistolet Makarova
La Makarov (Pistolet Makarova, in russo ПM, Пистолет Макарова) è una pistola semiautomatica sovietica sviluppata da Nikolaj Fëdorovič Makarov. A partire dal 1951 è stata adottata come arma d'ordinanza per le forze armate dell'Unione Sovietica e per le forze di polizia di diversi paesi del Blocco Orientale. 

## Storia
Nella seconda guerra mondiale l'URSS aveva in dotazione la pistola semiauto ad azione singola e calibro 7,62 mm, Tokarev TT-33, che fu adottata militarmente nel 1933 e dismessa nel 1952. A metà degli anni quaranta, l'Armata Rossa indice una gara per valutare le pistole che sostituiranno la TT-33, e la Makarov nel 1948 finisce per soddisfare quelle specifiche. Fu selezionata per la sua semplicità (poche parti in movimento), la facile produzione, il basso costo ed il sufficiente potere lesivo, per il compito che doveva svolgere. Progettata dal 1947, nel 1951 venne definitivamente adottata e rimase in uso esteso in prima linea, con l'esercito e la polizia sovietici, fino alla fine dell’URSS (1991), ed anche oltre. 

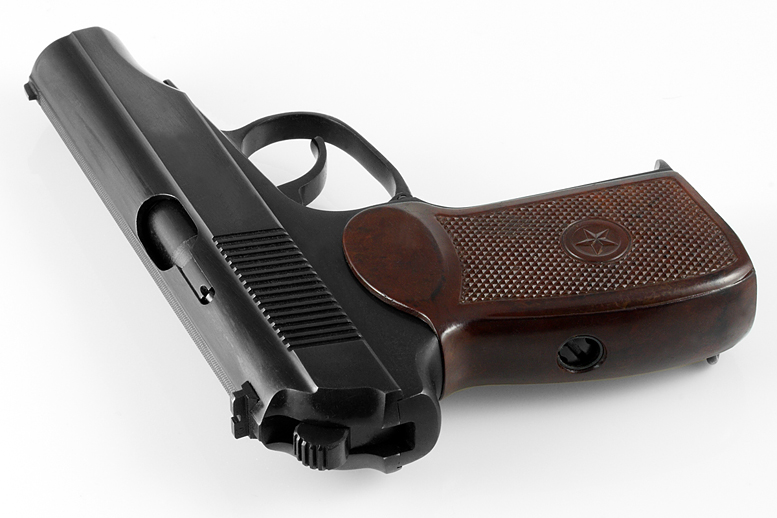
Makarova PM Russa

Nel nuovo millennio, la PM è ancora un'arma popolare per il porto occulto, anche negli Stati Uniti, ed alcune varianti di questa pistola rimangono tuttora in produzione in Russia, Cina e Bulgaria.
I modelli rimasti dall'ex Unione Sovietica e dalla Germania dell'Est, sono considerate curiosità da collezione, ma anche residuati storici (soprattutto dalla Bureau of Alcohol, Tobacco, Firearms and Explosives degli Stati Uniti) in quanto prodotte da stati che non esistono più; tuttavia, restano delle ottime pistole compatte per difesa personale, come le "cugine" Walther PP e PPK. 
Dal 2003, la PM è stata ufficialmente sostituita (per le forze armate russe) con la MP-443 Grach, benché al 2010 erano in uso ancora grandi quantità di Makarov e poteva essere l'arma secondaria in molti paesi dell'ex Unione Sovietica.

## Tecnica
La Makarov PM è una pistola ad azione doppia (e anche singola) con chiusura labile e funzionamento a contraccolpo, realizzata in acciaio. La canna è fissata all'incastellatura, e funge da guida per la molla di recupero; il cane è esterno, funziona da martello sul percussore interno all'otturatore e può essere armato manualmente. Sul lato sinistro del carrello c'è la leva della sicura manuale, che blocca il cane, lo scatto ed il carrello stesso; ma funge anche da abbatticane (se armato, il cane viene disarmato quando è innestata la sicura). La sicura viene disattivata abbassando la leva, posta sul lato sinistro del telaio. Gli organi di scatto permettono al grilletto di armare il cane anche solo fino a mezza monta, in modo che poi la corsa della doppia azione risulti più corta e diretta (questa funzione è piuttosto rara nelle pistole, ma molto utile in alcune situazioni operative). Il magazzino estraibile è mono-filare e contiene 8 colpi (12 colpi per la versione PMM) e quando viene sparato l'ultimo colpo, il carrello rimane in posizione aperta, grazie al fermo della leva, azionabile dal comando esterno, posizionato sul fusto sopra il grilletto. Il pulsante di sgancio del magazzino si trova nella parte inferiore del calcio, tuttavia alcune versioni Baikal-442 per l'esportazione, son fabbricate con pulsante di sgancio sul fusto vicino al grilletto (più tipico). I mirini di serie sono fissi, ma come opzione sui modelli di esportazione la tacca di mira è regolabile con clic.
La Makarov è stata progettata ispirandosi alla Walther PP, ma non è la stessa arma. Il funzionamento di base è lo stesso, ma i meccanismi interni sono stati ridisegnati, semplificandoli e migliorandoli dove possibile; infatti, la PP è composta da 50 pezzi totali, mentre la PM da soli 29. E invece di costruire una pistola su di una cartuccia già esistente (9 mm Browning short), Makarov usò come base la "vecchia" cartuccia 9×18,5 mm del 1936 (progetto Geco-Walther pre guerra mondiale per la Luftwaffe) migliorata dal designer B.V. Semin, e trasformata nella attuale 9 × 18 mm Makarov. Così, la PM risulta un'arma più massiccia e più potente della PP in 9 kurz, e la cartuccia 9 Makarov è la munizione più potente che si possa sparare con sicurezza in questo tipo di pistole a chiusura labile. Tuttavia, il diametro reale del proiettile è 9,24 mm (+/- 0,01), ed essendo più largo dei classici proiettili da 9 mm occidentali, compresa la 9 Parabellum (9,02 mm +/- 0,04), la cartuccia sovietica risulta incompatibile con le armi della NATO.

## Varianti

### PB 6P9

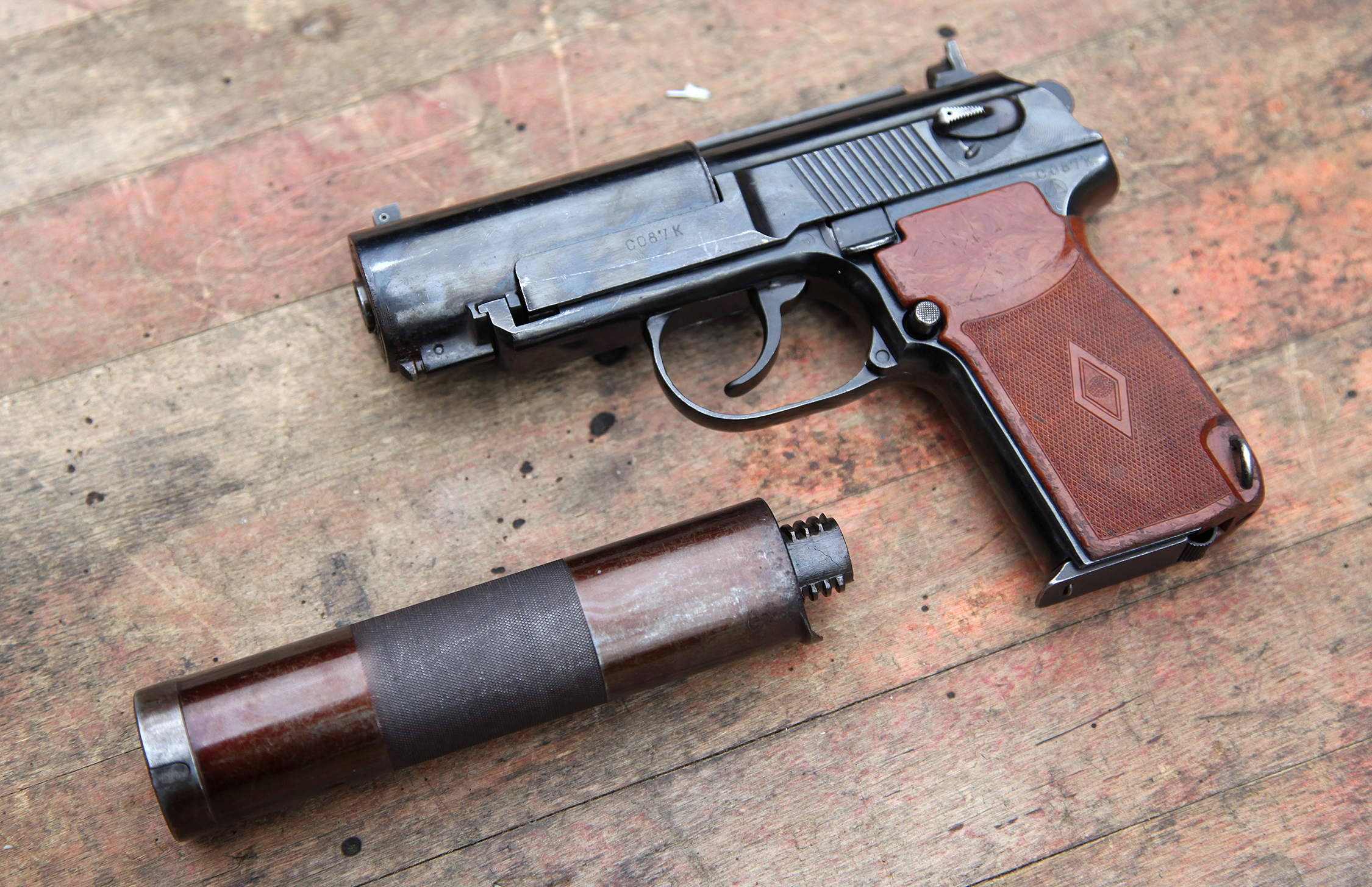
PB 6P9 con silenziatore sganciato

La PB 6P9 (Pistolet Besshumnyy) è una versione speciale della Makarov sviluppata per il KGB e per le squadre di ricognizione dell'esercito nel 1967. Essa è più silenziosa rispetto alla versione standard, e può essere integrata con un silenziatore che ne riduce ulteriormente il suono. Il silenziatore (che è in dotazione standard alla 6P9), è alloggiato in un apposito scompartimento della fondina durante l'inutilizzo dell'arma. La velocità iniziale del proiettile è stata ridotta a 290 m/s, per essere inferiore alla velocità del suono, così da evitare il rumore concentrato dell'onda d'urto. Data la maggiore dimensione del sistema di soppressione del rumore, il carrello-otturatore è stato ridotto. Può impiegare caricatori da otto colpi derivati dalla cartuccia standard della Makarov PM.

## Utilizzatori
- Afghanistan[9]
- Angola[9]
- Armenia[9]
- Azerbaigian[9]
- Bulgaria[9]
- Belgio[9]
- Cina: adottato dall'Esercito Popolare di Liberazione nel 1959 con il nome di Type 59. Prodotta localmente con minime differenze cosmetiche (come la larghezza della linea di mira del carrello e la posizione della leva di sicurezza). Le Makarov cinesi sono fatte di acciaio stampato, e tutte le parti metalliche sono brunite da sali.[10]
- Cuba[9]
- Germania Est: copie.[11]
- Georgia[9]
- Iraq[9]
- Kazakistan[9]
- [9]
- Laos[9]
- Lettonia[9]
- Lituania[9]
- Macedonia del Nord[9]
- Malta[9]
- Moldavia[9]
- Monaco[9]
- Mozambico[9]
- Nicaragua[9]
- Polonia[9]
- Unione Sovietica[12]
- Russia[12]
- Siria[9]
- Tagikistan[9]
- Turchia[9]
- Ucraina[9]
- Uzbekistan[9]

## Nella cultura di massa

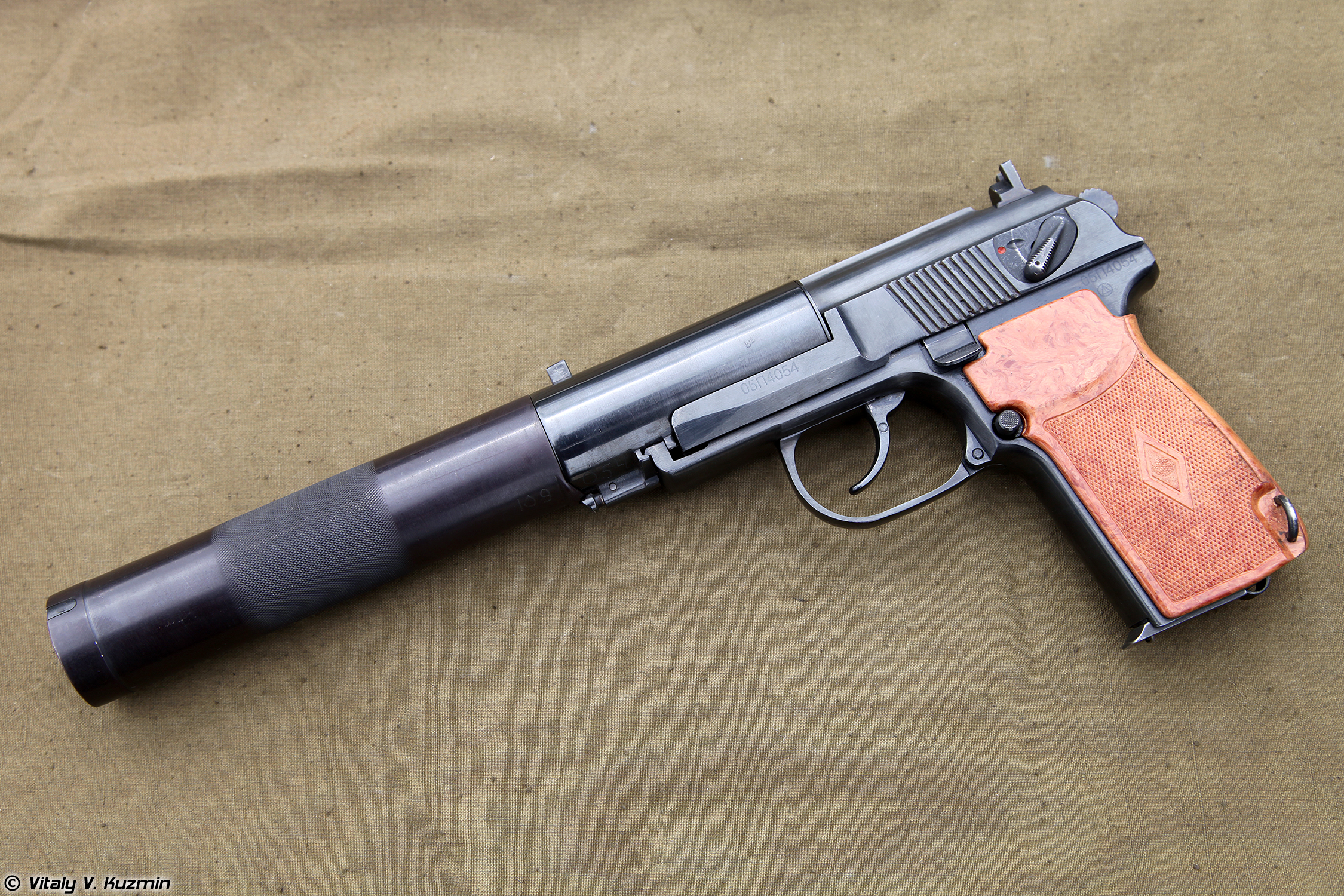
PB 6P9

La Makarov (con la sua variante PB 6P9) compare in molti film, videogiochi e romanzi.
In ambito videoludico la Makarov compare nei videogiochi Vietcong, Call of Duty 4, Call of Duty: Black Ops, Call of Duty: Black Ops II, Far Cry 2 (nella variante 6P9 silenziata), Far Cry 3 (nella variante 6P9), Far Cry 4, Far Cry 5 (nel DLC Dannati Luridi Zombie), Far Cry 6 (nella variante standard PM),Uncharted: Drake's Fortune, in tutti e tre i capitoli della serie S.T.A.L.K.E.R., nei videogame Tom Clancy's Rainbow Six: Siege e Tom Clancy's I.G.I-2 Covert Strike utilizzata, appunto, dagli operatori russi, e nel videogioco Day R Survival.
In ambito cinematografico, la Makarov compare nei film K-19 (2002) e Grand Budapest Hotel (2014).
In ambito letterario, la pistola Makarov compare nei romanzi Contro tutti di Tom Clancy, Il canto dell'elefante di Wilbur Smith, Gorky Park di Martin Cruz Smith, Lo spirito e Polizia di Jo Nesbø, Quattro piccole ostriche di Andrea Purgatori, Anime in debito di Bryan Torrigiani, Storie sulla pelle di Nicolai Lilin e Il caso Fellini di Enrico Brizzi.